# Tipula (Eumicrotipula) belemensis
Tipula (Eumicrotipula) belemensis is een tweevleugelige uit de familie langpootmuggen (Tipulidae). De soort komt voor in het Neotropisch gebied.